# Jan Solheim
Jan Solheim (født 1971 i København) er en dansk illustrator. Siden 1991 har han arbejdet professionelt med illustration, tegneserier, storyboard og design til animation.
I 2017 modtog han Orla-prisen for Bedste tegning i Gamerz, Gamer 4ever sammen med af Kasper Hoff.